# Albert Hay Malotte
Albert Hay Malotte, né le 19 mai 1895 à Philadelphie, en Pennsylvanie, et mort le 16 novembre 1964, est un compositeur, pianiste, organiste et professeur de musique américain.

## Biographie
Il a travaillé pour les studios Disney de 1935 à 1938, surtout pour des courts-métrages d'animation, dont Ferdinand le taureau (1938) et Le Vilain Petit Canard (1939).

## Œuvres

### Musique de films(incomplet)
- 1929 : Black Magic de George B. Seitz ;
- 1930 : Such Men Are Dangerous ;
- 1930 : Born Reckless d'Andrew Bennison et John Ford ;
- 1932 : The Girl from Calgary de Phil Whitman ;
- 1935 : Hi Gaucho de Thomas Atkins ;
- 1936 : L'Homme nu (Love on a Bet) de Leigh Jason ;
- 1937 : SOS vertu ! (Wise Girl) de Leigh Jason
- 1940 : Docteur Cyclope (Dr. Cyclops) d'Ernest B. Schoedsack ;
- 1940 : Mystery Sea Raider d'Edward Dmytryk ;
- 1941 : Pirates on Horseback (en) de Lesley Selander ;
- 1945 : La Forêt enchantée (The Enchanted Forest), de Lew Landers ;
- 1959 : Simon le pêcheur de Frank Borzage.

### Musique de films Disney
- Les Revenants solitaires ;
- Les Alpinistes ;
- Le Brave Petit Tailleur ;
- Broken Toys ;
- Le Petit Indien ;
- Moth and the Flame ;
- Le Déménagement de Mickey ;
- Trois Espiègles Petites Souris ;
- Mickey Magicien ;
- L'Éléphant de Mickey ;
- Partie de campagne (Orphan's Picnic) ;
- Chasseurs de baleines ;
- 1938 : Ferdinand le taureau ;
- 1938 : Le Vilain Petit Canard ;
- Cock o' the Walk.

### Ballets(complet)
- Carnival in Venice ;
- Little Red Riding Hood.

### Comédies musicales(toutes non publiées)
- Lolama (première à Phoenix, Arizona) ;
- The Big Tree - Gee What A Tree (avec Rowland Vance Lee) ;
- Bluebeard (avec Rowland Vance Lee) ;
- Limbo ou Ladies from Limbo (avec Irving Phillips) ;
- Fanfare ;
- Soldiers in Overalls.

### Chansons, musique sacrée(incomplet)
- A happily married pair ;
- A little song of life ;
- A voice from outer space ;
- A woman must have love ;
- After we have kissed (from Ladies from Limbo, 1947) ;
- All because of love (from Ladies from Limbo, 1947) ;
- Among the living (1939) ;
- An Understanding Heart (1959) ;
- And have not charity ;
- At the crossroads (setting of Richard Hovey poem, 1941) ;
- Beatitudes, The ;
- Big Fisherman, The ;
- Blow Me Eyes (1941) ;
- Bobolink ;
- Bridal Hymn ;
- Bring back that old-fashioned waltz (« dedicated to my folks », 1923) ;
- Brotherhood (1950) ;
- C'est l'amour ;
- Chant pastoral ;
- Cinderella ;
- Contrary Mary (1936) ;
- David & Goliath ;
- Desire (1942) ;
- Devotedly ;
- Double crossed by the moon (I'm always) ;
- Dreamer (setting  of 1928 Don Blanding poem from his « Vagabond's House », 1936) ;
- Faith ;
- Farewell (1942) ;
- Ferdinand the Bull ;
- Fiesta en purchena ;
- For my mother (setting of Bobby Sutherland poem, 1939) ;
- Forgive me (1941) ;
- From a foxhole ;
- Go, lovely rose (1936) ;
- Golfer's lament (theme song for the Joe Kirkwood TV show, « Let's play golf ») ;
- Gown of glory ;
- Great sea, The ;
- Hast thou not known? ;
- Heartstrings (1941) ;
- Hebrew prayer (written for the New Temple Israel, 1951) ;
- Holy Bible, The ;
- Homing heart, The
- How shall my heart remember? ;
- Hymn to the D.A.R. ;
- I am proud to be an American ;
- I pledge my love to you (1951 - Dedicated to Mrs. Malotte - 8/23/46) ;
- If I listen to my heart ;
- It took me forever to find you ;
- It's good to know ;
- I've been here before ;
- Just an ordinary guy ;
- Just let me know ;
- Life eternal ;
- Lord's Prayer, The ;
- Lover, The (poem anonymous, 1936) ;
- Marguerite ;
- May dance ;
- Melancholy Moon ;
- Melody of my heart ;
- Melody of my love (1939) ;
- Mimi and her Fifi ;
- Miracle ;
- Mister Jim (1944) ;
- My friend (1939) ;
- My love for you ;
- Ninety-first Psalm, The (for solo voice and full chorus, 1941) ;
- O the fierce delight (1940) ;
- Ode to liberty ;
- Old age (1945) ;
- One, two, three (1939) ;
- Only with Thine Eyes (Psalm 91 - solo) ;
- Our Father ( The Lord's Prayer )
- Pledge to the Flag (1940) ;
- Poor old man, The ;
- Positive thinking (1960) ;
- Same old story, The ;
- Scout Oath, The (écrit pour les Boy Scouts of America et Girl Scouts of the United States of America)[2] ;
- Separation (1941) ;
- Sing a Song of Sixpence (1938) ;
- Someday I'll Forget That I Ever Loved You ;
- Song of the open road (1935) ;
- Sound of the trumpet ;
- Spread your wings (1943) ;
- Sunday morning on the Rue de la Paix ;
- Swashbuckler's song (1936) ;
- Tell the world to move over ;
- Time-clock, The ;
- The Lord's Prayer ( Our Father )
- Three songs to poems by Edith ;
- To a skylark (1940) ;
- Treat 'em rough, soldier boy! (1942) ;
- Twenty-third Psalm, The ;
- Unto thee, O Lord ;
- Upstream (setting of 1922 Carl Sandburg poem from « Slabs of the Sunburnt West », 1937) ;
- Voice of the Prophet (Chorus, Orchestra, & Soloists) ;
- We want to see everything ;
- Wedding day ;
- Wee Hughie (words by Elizabeth Shane, 1946) ;
- What can I ask more of life? (words by Rowland Vance Lee, 1948) ;
- What Would Be the Use of Living? ;
- When my boy comes home (1944) ;
- When you fall in love ;
- Without a man to love ;
- Yearning Just For You.